# Oberharzer Wasserregal
Hệ thống trị thủy Oberharzer (tiếng Đức: Oberharzer Wasserregal) là một hệ thống các đập, hồ chứa, mương dẫn nước và các cấu trúc khác, phần lớn được xây dựng từ 16 đến thế kỷ 19 để chuyển hướng và lưu trữ nước để làm năng lượng đẩy các bánh xe nước của các mỏ ở vùng Oberharzer của Đức.
Oberharzer là một trong những hệ thống quản lý nước khai thác mỏ lớn nhất và quan trọng nhất trên thế giới. Hệ thống này đã được phát triển để tạo ra năng lượng nước và được bảo vệ từ năm 1978 như là di tích văn hóa. Phần lớn vẫn được sử dụng, mặc dù ngày nay mục đích của nó chủ yếu là bảo tồn canh quan văn hóa lịch sử nông thôn, bảo tồn thiên nhiên, du lịch và bơi lội. Từ góc độ quản lý nước một số hồ chứa vẫn đóng vai trò như là điều tiết lũ lụt và cung cấp nguồn nước sinh hoạt. Vào ngày 31 tháng 7 năm 2010, hệ thống trị thủy này được UNESCO công nhận là Di sản thế giới như là phần mở rộng của Các mỏ ở Rammelsberg và thị trấn lịch sử Goslar.
Hệ thống này có diện tích khoảng 200 kilômét vuông (77 dặm vuông Anh) trong bang Niedersachsen, phần lớn các cấu trúc nằm ở trong các vùng lân cận của Clausthal-Zellerfeld, Hahnenklee, Sankt Andreasberg, Buntenbock, Wildemann, Lautenthal, Schulenberg, Altenau và Torfhaus. 
Ngày 31 tháng 7 năm 2010, tại cuộc họp ở Brasil, UNESCO đã đưa khu vực này vào danh sách di sản thế giới theo tiêu chuẩn i, ii, iii, iv .